# Villemolaque
Villemolaque (på Catalansk: Vilamulaca) er en by og kommune i departementet Pyrénées-Orientales i Sydfrankrig.

## Geografi
Villemolaque ligger på Roussillon-sletten 15 km syd for Perpignan. Villemolaque grænser op til kommunerne Trouillas, Bages, Saint-Jean-Lasseille, Banyuls-dels-Aspres, Tresserre og Passa.

## Demografi

### Udvikling i folketal
| 1962                                                              | 1968 | 1975 | 1982 | 1990 | 1999 | 2007  | 2011  | 2017  |
| ----------------------------------------------------------------- | ---- | ---- | ---- | ---- | ---- | ----- | ----- | ----- |
| 506                                                               | 504  | 466  | 480  | 833  | 922  | 1.120 | 1.203 | 1.370 |
| Tal fra og med 1962 er uden dobbelttælling (sans doubles comptes) |      |      |      |      |      |       |       |       |